# Gran Premio d'Azerbaigian 2021
Il Gran Premio d'Azerbaigian 2021 è stata la sesta prova della stagione 2021 del campionato mondiale di Formula 1. La gara si è svolta domenica 6 giugno sul circuito stradale di Baku ed è stata vinta dal messicano Sergio Pérez su Red Bull Racing-Honda, al secondo successo in carriera; Pérez ha preceduto all'arrivo il tedesco Sebastian Vettel su Aston Martin-Mercedes, al suo ultimo podio in carriera, e il francese Pierre Gasly su AlphaTauri-Honda.

## Vigilia

### Sviluppi futuri
La Federazione Internazionale dell'Automobile annuncia la valutazione delle norme vigenti nel campionato IndyCar Series in cui viene cancellato il tempo a chi provoca l'esposizione della bandiera rossa in qualifica, dopo quanto accaduto a Charles Leclerc nel precedente Gran Premio di Monaco, il quale incidente è stato esaminato dalla Federazione per sollevare qualsiasi dubbio.
La Ferrari, per la vettura della stagione successiva, sceglie il motore denominato Superfast a effetto suolo, ideato da Wolf Zimmermann, membro tedesco della squadra a capo dei progetti avanzati. Il nuovo motore adotta l'architettura del sistema di sovralimentazione che vedrà la separazione di turbina e compressore, riprendendo il concetto introdotto dalla Mercedes e poi adottato dalla Honda.
Dopo che nelle settimane precedenti la Red Bull Racing aveva annunciato l'ingaggio di sei motoristi provenienti dalla Mercedes, la scuderia austriaca annuncia l'ingaggio di un altro ingegnere, Andy Cowell. Il Red Bull Powertrains entrerà in attività dall'aprile 2022.
Dopo Andrea Kimi Antonelli e Alex Powell, la Mercedes annuncia l'ingaggio di un nuovo kartista di origini cinese, il tredicenne Yuanpu Cui, attualmente impegnato nel campionato italiano karting con il team Kart Republic-Argenti. Oltre ai tre kartisti, l'Academy della scuderia tedesca comprende anche Frederik Vesti e Paul Aron, impegnati rispettivamente in Formula 3 e nel campionato di Formula 3 europea regionale.
La Federazione annuncia l'annullamento del Gran Premio di Singapore per la seconda stagione consecutiva in programma il successivo 3 ottobre a causa delle problematiche dettate dalla pandemia di COVID-19.

### Aspetti tecnici
Per questa gara la Pirelli, fornitrice unica degli pneumatici, porta gomme di mescola C3, C4 e C5, le più morbide della gamma tra quelle disponibili.
La FIA stabilisce due zone dove i piloti possono attivare il Drag Reduction System: la prima zona è stabilita sul rettilineo dei box, con punto di determinazione del distacco dei piloti fissato alla curva 20, mentre la seconda zona nel tratto compreso tra la curva 2 e la curva 3, con detection point posto prima della seconda curva.
La Federazione rende noto che al termine della gara del precedente Gran Premio di Monaco, tra le prime dieci vetture classificate è stata sorteggiata la Red Bull di Max Verstappen per le verifiche tecniche. Esse sono risultate essere conformi al regolamento tecnico.
Rispetto alle edizioni precedenti e su indicazione del direttore di gara Michael Masi, il cordolo d'ingresso della curva 8 viene modificato per consentire ai piloti un approccio migliore in ingresso curva. Il punto in questione del tracciato è stato oggetto di incidenti in passato che hanno portato all'esposizione della bandiera rossa. La direzione di gara, inoltre, avvisa i piloti che quest'ultimi vengono esaminati con attenzione in caso di rallentamenti sospetti nel tentativo di trovare la scia corretta nel lungo rettilineo principale del circuito.
La Federazione applica degli adesivi giallo fluo sugli alettoni posteriori delle vetture, per monitorare il comportamento di quest'ultimi in caso di eventuali flessioni sospette.
Prima dell'inizio della prima sessione di prove libere del venerdì sulle vetture di Lewis Hamilton, Valtteri Bottas, Daniel Ricciardo, Lando Norris, Lance Stroll, Sebastian Vettel, Charles Leclerc, Carlos Sainz Jr., Kimi Räikkönen, Antonio Giovinazzi, Nikita Mazepin, Mick Schumacher, George Russell e Nicholas Latifi viene sostituito il motore a combustione interna, il turbocompressore e l'MGU-H, montando la seconda unità. Sulle stesse vetture, a eccezione del duo dell'Alfa Romeo Racing e della Haas, viene sostituito l'MGU-K, montando la seconda unità; sulla vettura di Nikita Mazepin viene sostituita l'unità di controllo elettronico, montando il secondo componente della stagione. Infine, sulle vetture di Lewis Hamilton, Valtteri Bottas, Daniel Ricciardo, Lando Norris, Lance Stroll, Sebastian Vettel, George Russell e Nicholas Latifi viene sostituito l'impianto di scarico, montando la seconda unità; sulle vetture di Fernando Alonso ed Esteban Ocon vengono rispettivamente montate la quinta e la quarta unità, mentre sulle vetture di Charles Leclerc, Carlos Sainz Jr., Kimi Räikkönen, Antonio Giovinazzi, Nikita Mazepin e Mick Schumacher viene montata la terza unità. Tutti i piloti non sono penalizzati sulla griglia di partenza in quanto tutti i nuovi componenti installati rientrano tra quelli sostituibili entro il numero massimo prestabilito.

### Aspetti sportivi
Il Gran Premio torna a fare parte del calendario mondiale di Formula 1, nella sua collocazione classica nel mese di giugno, dopo essere stato annullato nella stagione precedente a causa della pandemia di COVID-19 e per le tempistiche della realizzazione del circuito sulle strade della capitale azera in tempi brevi. Prima della posticipazione del Gran Premio di Turchia, aggiunto al calendario in sostituzione dell'annullamento del Gran Premio del Canada a causa della pandemia, era ventilata l'ipotesi di uno scambio di date con il Gran Premio d'Azerbaigian, posticipando quindi il Gran Premio di una settimana, ma ciò non è stato possibile in quanto il 12 giugno lo stadio azero ospita la partita tra le nazionali di Galles e Svizzera, valida per il gruppo A del campionato europeo di calcio 2020.
L'evento si disputa a porte chiuse a causa delle problematiche dettate dalla pandemia, a differenza dell'ultima gara corsa a Monte Carlo per il Gran Premio di Monaco. Insieme alla gara monegasca, è stata la gara inaugurale della stagione, il Gran Premio del Bahrein, l'altro evento corso con la presenza degli spettatori sulle tribune. In occasione del Gran Premio di Spagna, invece, gli spalti hanno visto la presenza di 1 000 dipendenti del circuito.
Dopo avere gareggiato nel precedente Gran Premio di Monaco con una livrea caratterizzata dal suo classico arancione, unito all'azzurro dello sponsor Gulf Oil, da questa gara la McLaren torna a utilizzare la livrea classica mostrata nel corso del resto della stagione, a partire dai test.
Alla vigilia della gara erano sorti alcuni dubbi riguardo alla presenza del pilota della Mercedes Valtteri Bottas, rimasto bloccato in aeroporto in Finlandia. Il pilota, comunque, riesce a raggiungere la capitale azera ed è regolarmente presente al Gran Premio.
L'ex pilota di Formula 1 Enrique Bernoldi è nominato commissario aggiunto da parte della Federazione; il brasiliano ricopre per la prima volta questo ruolo, in un weekend di gara. Per questo Gran Premio è la casa automobilistica tedesca Mercedes a fornire la safety car e la medical car.

## Prove

### Resoconto
La prima sessione del venerdì vede Max Verstappen ottenere la migliore prestazione, di quasi quattro secondi più veloce rispetto ai tempi ottenuti nella stessa sessione dell'edizione di due anni prima. L'olandese è stato favorito dall'introduzione, da questa stagione, da parte della Pirelli, di un'ulteriore mescola morbida, rispetto a quelle presenti nel 2019.
Alle spalle del leader della classifica iridata si sono posizionate le due Ferrari, che sono riuscite a fare meglio di Sergio Pérez, l'altro pilota della Red Bull Racing, che ha utilizzato la parte finale della sessione per delle prove comparate di aerodinamica. Sono meno veloci le Mercedes, anche se Lewis Hamilton si è dimostrato competitivo nella prima parte delle prove, quando la pista risultava ancora poco gommata.
La scarsa aderenza del tracciato ha portato ad alcuni errori di guida. Nikita Mazepin ha toccato anche le barriere, mentre sono andati al bloccaggio delle ruote in frenata Carlos Sainz Jr., Mick Schumacher e Yuki Tsunoda. Lando Norris è stato autore, invece, di un testacoda.
Nella sessione pomeridiana le Red Bull Racing segnano i due tempi migliori, con il messicano Sergio Pérez che fa il giro più veloce, davanti al suo compagno di team Verstappen. Subito dietro le Ferrari, con terzo Carlos Sainz Jr. e quarto Charles Leclerc. Per la prima volta dal Gran Premio di Abu Dhabi 2012, entrambe le Mercedes sono fuori dai primi dieci classificati in una sessione di prove libere.
Valtteri Bottas e Sebastian Vettel perdono aderenza all'entrata di curva 1, andando entrambi larghi. Pierre Gasly e Lando Norris sono, anche loro, vittime di un'uscita di pista, alla curva 15, stessa curva dove Charles Leclerc va a colpire le barriere, tanto da perdere l'alettone anteriore.
Durante la sessione Mick Schumacher sconta un problema alla ricarica della batteria ed è costretto a rientrare ai box. Anche Nicholas Latifi è limitato da problemi tecnici, con la sua Williams che, all'uscita di curva 15, ha un calo di potenza; il canadese è costretto a fermarsi in pista, causando l'esposizione della bandiera rossa.
La Red Bull Racing è stata multata di 200 euro dalla FIA in quanto Sergio Pérez ha superato il limite di velocità stabilito nella corsia dei box.
Al termine delle seconde prove libere sulle vetture di Charles Leclerc e Mick Schumacher vengono sostituite le trasmissioni. Entrambi i piloti non sono penalizzati sulla griglia di partenza; il monegasco non ha preso parte al precedente Gran Premio di Monaco, mentre il tedesco sostituisce il cambio entro la disputa di sei Gran Premi come da regolamento.
Nella notte tra il venerdì e il sabato l'Alpine, rispettando il limite di tempo stabilito dal regolamento, ha sfruttato, senza ricevere sanzioni, la prima delle due possibilità concesse per le operazioni da effettuare sulla vettura di Esteban Ocon, nel quale è risultato danneggiato un componente del cambio, da costringere i meccanici a sostituire parte del sistema idraulico.
Il pilota dell'AlphaTauri Pierre Gasly è il migliore della sessione del sabato. Il francese ha preceduto Pérez e Hamilton. Il tempo del britannico è stato favorito però dalla scia della vettura del messicano. Le Mercedes trovano difficoltà a mandare in temperatura gli pneumatici, non agevolate dalla decisione della Pirelli di aumentare di un psi (da 19 a 20) la pressione delle gomme posteriori, che rende ancora più scivolose le monoposto.
La sessione è stata interrotta, verso la metà, per un incidente di Verstappen, che è andato contro le barriere della curva 15. La monoposto non torna più in pista, ma è riparabile per le qualifiche.

### Risultati
Nella prima sessione del venerdì si è avuta questa situazione:
| Pos | Nº | Pilota           | Costruttore           | Tempo    | Gap    | Giri |
| --- | -- | ---------------- | --------------------- | -------- | ------ | ---- |
| 1   | 33 | Max Verstappen   | Red Bull Racing-Honda | 1'43"184 |        | 19   |
| 2   | 16 | Charles Leclerc  | Ferrari               | 1'43"227 | +0"043 | 20   |
| 3   | 54 | Carlos Sainz Jr. | Ferrari               | 1'43"521 | +0"337 | 20   |

Nella seconda sessione del venerdì si è avuta questa situazione:
| Pos | Nº | Pilota           | Costruttore           | Tempo    | Gap    | Giri |
| --- | -- | ---------------- | --------------------- | -------- | ------ | ---- |
| 1   | 11 | Sergio Pérez     | Red Bull Racing-Honda | 1'42"115 |        | 22   |
| 2   | 33 | Max Verstappen   | Red Bull Racing-Honda | 1'42"216 | +0"101 | 23   |
| 3   | 55 | Carlos Sainz Jr. | Ferrari               | 1'42"243 | +0"128 | 24   |

Nella sessione del sabato mattina si è avuta questa situazione:
| Pos | Nº | Pilota         | Costruttore           | Tempo    | Gap    | Giri |
| --- | -- | -------------- | --------------------- | -------- | ------ | ---- |
| 1   | 10 | Pierre Gasly   | AlphaTauri-Honda      | 1'42"251 |        | 16   |
| 2   | 11 | Sergio Pérez   | Red Bull Racing-Honda | 1'42"595 | +0"344 | 19   |
| 3   | 44 | Lewis Hamilton | Mercedes              | 1'42"697 | +0"446 | 16   |

## Qualifiche

### Resoconto
Il primo pilota a segnare un tempo di riferimento è Charles Leclerc, ma la sessione è presto interrotta con bandiera rossa in quanto Lance Stroll termina contro le barriere della curva 15. L'interruzione permette alla Williams di completare i lavori necessari sulla vettura di George Russell, su cui è stato sostituito il motore. Il britannico non ha ancora consumato il bonus di parti della monoposto da sostituire e quindi non è penalizzato in griglia.
Alla ripresa tutti i piloti cercano subito il tempo, nel timore che la sessione venga nuovamente interrotta per qualche incidente. Ciò, in effetti, si verifica: è Antonio Giovinazzi a uscire, nuovamente alla curva 15. Nel frattempo le due Red Bull Racing si erano succedute in cima alla lista dei tempi.
La sessione riprende alle 16:30. Le Mercedes riescono a entrare nella parte alta della classifica con Hamilton inserito tra le Ferrari, e Bottas poco più dietro. La pista si migliora evidentemente nella parte finale della sessione, con Hamilton che strappa la migliore prestazione. Anche Russell, pur se limitato dal ritardo con la quale la sua vettura è stata approntata, entra nella fase seguente. Vengono eliminati, oltra agli incidentati Stroll e Giovinazzi, i due piloti della Haas e Nicholas Latifi.
In Q2 Sebastian Vettel segna subito 1'42"224, battuto per mezzo secondo da Carlos Sainz Jr.. In seguito il comando è preso da Pérez, mentre Verstappen è terzo, alle spalle dello spagnolo della Ferrari. Anche Norris e Alonso fanno meglio di Vettel. Esteban Ocon tocca un muretto, ma senza danni, mentre le due Mercedes provano due giri di riscaldamento degli pneumatici, prima di attaccare il tempo. Ciò consente a Hamilton di scalare secondo, davanti a Leclerc. A metà sessione i primi tre tempi sono nel margine di nove millesimi, mentre i primi sei sono entro i due decimi.
Con un nuovo tentativo Verstappen prende il miglior tempo, cinque millesimi meglio di Pérez, mentre Tsunoda s'inserisce al quarto posto. La fine della combattuta sessione è anticipata a causa dell'incidente che coinvolge Daniel Ricciardo, che termina contro le barriere alla curva 3. Le bandiere rosse stoppano la Q2, a poco più di un minuto dalla sua fine regolamentare. Non accedono alla Q3 Vettel, Ocon, Ricciardo, Räikkönen e Russell.
Anche all'inizio della sessione finale molti piloti affrontano subito il tracciato, per evitare di non avere segnato ancora tempi validi, in caso di incidente. Solo i piloti dell'AlphaTauri restano ai box, optando per un unico tentativo veloce, da effettuare a pista sgombra di traffico. Le Mercedes optano ancora per due giri di riscaldamento. Leclerc ferma i cronometri sull'1'41"218, tre decimi meglio del compagno di scuderia Sainz Jr., prima che Verstappen s'intercali fra i due, battendo di pochi millesimi il tempo dello spagnolo. Norris, quarto, è a cinque decimi, davanti a Pérez. Poco dopo Hamilton scala quarto; Bottas, l'altro pilota della Mercedes, commette degli errori, terminando a oltre un secondo dal tempo di Hamilton.
I due piloti dell'AlphaTauri adottano un gioco di squadra, con Gasly che sfrutta la scia di Tsunoda, cogliendo il quarto tempo. I piloti in lotta per la pole position, compresi quelli della scuderia di Faenza, escono per un ultimo tentativo, ma questo viene reso vano da un'uscita di pista di Tsunoda, alla curva 3. Nello stesso punto anche Sainz Jr. termina anticipatamente le prove, andando lungo dopo un bloccaggio effettuato per evitare lo scontro con la vettura del giapponese. Con la sessione che viene definitivamente conclusa con bandiera rossa, Leclerc fa sua la seconda pole position consecutiva, la nona complessiva nella sua carriera in Formula 1. Per la prima volta dal Gran Premio d'Ungheria 2016 la sessione di qualifica ha visto protagonista l'esposizione della bandiera rossa per quattro volte.
Al termine delle qualifiche il pilota della McLaren Lando Norris viene convocato dai commissari sportivi per non essere rientrato in pit lane e avere quindi superato la linea del traguardo durante l'esposizione della seconda bandiera rossa in Q1. Il britannico è penalizzato di tre posizioni sulla griglia di partenza e di tre punti sulla superlicenza.

### Risultati
Nella sessione di qualifica si è avuta questa situazione:
| Pos                         | Nº | Pilota             | Costruttore               | Q1          | Q2       | Q3       | Griglia |
| --------------------------- | -- | ------------------ | ------------------------- | ----------- | -------- | -------- | ------- |
| 1                           | 16 | Charles Leclerc    | Ferrari                   | 1'42"241    | 1'41"659 | 1'41"218 | 1       |
| 2                           | 44 | Lewis Hamilton     | Mercedes                  | 1'41"545    | 1'41"634 | 1'41"450 | 2       |
| 3                           | 33 | Max Verstappen     | Red Bull Racing-Honda     | 1'41"760    | 1'41"625 | 1'41"563 | 3       |
| 4                           | 10 | Pierre Gasly       | AlphaTauri-Honda          | 1'42"288    | 1'41"932 | 1'41"565 | 4       |
| 5                           | 55 | Carlos Sainz Jr.   | Ferrari                   | 1'42"121    | 1'41"740 | 1'41"576 | 5       |
| 6                           | 4  | Lando Norris       | McLaren-Mercedes          | 1'42"167    | 1'41"813 | 1'41"747 | 9       |
| 7                           | 11 | Sergio Pérez       | Red Bull Racing-Honda     | 1'41"968    | 1'41"630 | 1'41"917 | 6       |
| 8                           | 22 | Yuki Tsunoda       | AlphaTauri-Honda          | 1'42"521    | 1'41"654 | 1'42"211 | 7       |
| 9                           | 14 | Fernando Alonso    | Alpine-Renault            | 1'42"934    | 1'42"195 | 1'42"327 | 8       |
| 10                          | 77 | Valtteri Bottas    | Mercedes                  | 1'42"701    | 1'42"106 | 1'42"659 | 10      |
| 11                          | 5  | Sebastian Vettel   | Aston Martin-Mercedes     | 1'42"460    | 1'42"224 | N.D.     | 11      |
| 12                          | 31 | Esteban Ocon       | Alpine-Renault            | 1'42"426    | 1'42"273 | N.D.     | 12      |
| 13                          | 3  | Daniel Ricciardo   | McLaren-Mercedes          | 1'42"304    | 1'42"558 | N.D.     | 13      |
| 14                          | 7  | Kimi Räikkönen     | Alfa Romeo Racing-Ferrari | 1'42"923    | 1'42"587 | N.D.     | 14      |
| 15                          | 63 | George Russell     | Williams-Mercedes         | 1'42"728    | 1'42"758 | N.D.     | 15      |
| 16                          | 6  | Nicholas Latifi    | Williams-Mercedes         | 1'43"128    | N.D.     | N.D.     | 16      |
| 17                          | 47 | Mick Schumacher    | Haas-Ferrari              | 1'44"158    | N.D.     | N.D.     | 17      |
| 18                          | 9  | Nikita Mazepin     | Haas-Ferrari              | 1'44"238    | N.D.     | N.D.     | 18      |
| Tempo limite 107%: 1'48"653 |    |                    |                           |             |          |          |         |
| NQ                          | 18 | Lance Stroll       | Aston Martin-Mercedes     | senza tempo | N.D.     | N.D.     | 19      |
| NQ                          | 99 | Antonio Giovinazzi | Alfa Romeo Racing-Ferrari | senza tempo | N.D.     | N.D.     | 20      |

In grassetto sono indicate le migliori prestazioni in Q1, Q2 e Q3.

## Gara

### Resoconto
Prima dalla gara viene osservato un minuto di silenzio per ricordare la scomparsa di Mansour Ojjeh, azionista della McLaren dal 1984 e di Max Mosley, ex presidente della Federazione, scomparso all'indomani del Gran Premio di Monaco.
Charles Leclerc comanda la gara alla partenza, mantenendo la posizione su Lewis Hamilton e Max Verstappen, mentre Sergio Pérez passa sia Carlos Sainz Jr. che Pierre Gasly. Il monegasco però non può sostenere l'attacco di Hamilton, che già al secondo giro prende la vetta. Anche la velocità delle Red Bull Racing è superiore, sul rettilineo, per il ferrarista che, al settimo giro, cede la seconda posizione a Verstappen, e al nono a Pérez la terza.
Al decimo giro Leclerc passa alle gomme dure, come fa Yuki Tsunoda, seguito, il giro successivo, da Sainz Jr.. Al dodicesimo passaggio vanno ai box le due Mercedes e Gasly. L'arrivo del francese obbliga la scuderia tedesca a rinviare in pista, con leggero ritardo, Hamilton. Anche Verstappen effettua la sua sosta: l'olandese torna in gara terzo, alle spalle di Pérez e Vettel, che non hanno ancora effettuato il pit stop, ma davanti a Hamilton. La sosta di Pérez, poco dopo, pur penalizzato da un cambio gomme non perfetto, permette anche al messicano di rientrare in gara davanti al britannico. Sebastian Vettel si trova in testa alla gara, seguito da Verstappen, Pérez, Hamilton, Lance Stroll, Pierre Gasly, che dopo i cambi gomme, ha superato Leclerc. Vettel, pur proseguendo su buoni ritmi, decide di fermarsi al diciannovesimo giro, per rientrare, dopo la sosta, in settima posizione, alla spalle di Leclerc.
Nei giri successivi Verstappen dilata il vantaggio su Pérez a oltre sei secondi e a quasi nove su Hamilton. Al trentunesimo passaggio Stroll subisce un problema a uno pneumatico in pieno rettilineo, perde il controllo della sua vettura, colpisce le barriere ed è costretto all'abbandono. A causa della posizione della monoposto e dei detriti rimasti sul tracciato, la direzione di gara invia in pista la vettura di sicurezza. Alla ripartenza, al trentacinquesimo giro, i primi tre piloti mantengono le loro posizioni, mentre Vettel supera Leclerc, poi attacca, senza successo, Gasly. Il tedesco attende ancora due giri e passa anche il pilota dell'AlphaTauri.
I primi della graduatoria non sembrano in grado di attaccare le rispettive posizioni ma si sfidano a colpi di giri veloci, per ottenere il punto addizionale. La gara subisce un colpo di scena a quattro tornate dalla fine, quando Verstappen subisce un problema simile a quello occorso a Stroll. Uno degli pneumatici cede sul rettilineo dei box, con il pilota olandese che perde il controllo della vettura e termina la gara contro il muretto. La direzione di gara decide, in questo caso, di stoppare la gara, con bandiera rossa. La direzione di gara giustifica la scelta anche per il timore che altre gomme possano cedere come accaduto a Stroll e Verstappen.
Pur mancando solo tre giri al termine la gara viene ripresa, con partenza da fermo in griglia, sulla base della classifica al momento dell'interruzione. Pérez parte dalla pole position, accompagnato in prima fila da Hamilton. La seconda fila è di Vettel e Gasly. Prima della seconda partenza dalla Mercedes di Hamilton si alzano dei fumi consistenti dai freni; nonostante ciò il britannico tenta, alla prima curva, l'attacco a Pérez, andando però lungo e venendo superato dall'intero gruppo. Pérez guida il Gran Premio, per i due giri finali, davanti a Vettel e Gasly, che viene messo sotto pressione, ma senza successo da Leclerc che, anzi, deve guardarsi dall'attacco di Lando Norris.
Pérez vince per la seconda volta in carriera in Formula 1 dopo il Gran Premio di Sakhir 2020, conquistando anche il suo terzo podio sul circuito di Baku dopo quelli ottenuti nel 2016 e nel 2018 al volante dell'ex scuderia Force India. Al secondo posto si piazza Vettel, il quale ottiene il suo 122º ed ultimo podio in carriera, il primo dal Gran Premio di Turchia 2020 al volante della Ferrari. È anche il primo podio per l'Aston Martin da quando la scuderia ha cambiato denominazione e il primo podio in assoluto per il costruttore britannico. In terza posizione si classifica Gasly, al suo terzo podio iridato, il primo dalla vittoria nel Gran Premio d'Italia 2020. Era dal Gran Premio d'Austria 2018 che nessuna delle due Mercedes marcava punti iridati; per la prima volta dal 2013 la scuderia di Brackley manca il podio per due Gran Premi consecutivi.

### Risultati
I risultati del Gran Premio sono i seguenti:
| Pos | Nº | Pilota             | Costruttore               | Giri | Tempo/Ritiro     | Griglia | Punti |
| --- | -- | ------------------ | ------------------------- | ---- | ---------------- | ------- | ----- |
| 1   | 11 | Sergio Pérez       | Red Bull Racing-Honda     | 51   | 2h13'36"410      | 6       | 25    |
| 2   | 5  | Sebastian Vettel   | Aston Martin-Mercedes     | 51   | +1"385           | 11      | 18    |
| 3   | 10 | Pierre Gasly       | AlphaTauri-Honda          | 51   | +2"762           | 4       | 15    |
| 4   | 16 | Charles Leclerc    | Ferrari                   | 51   | +3"828           | 1       | 12    |
| 5   | 4  | Lando Norris       | McLaren-Mercedes          | 51   | +4"754           | 9       | 10    |
| 6   | 14 | Fernando Alonso    | Alpine-Renault            | 51   | +6"382           | 8       | 8     |
| 7   | 22 | Yuki Tsunoda       | AlphaTauri-Honda          | 51   | +6"624           | 7       | 6     |
| 8   | 55 | Carlos Sainz Jr.   | Ferrari                   | 51   | +7"709           | 5       | 4     |
| 9   | 3  | Daniel Ricciardo   | McLaren-Mercedes          | 51   | +8"874           | 13      | 2     |
| 10  | 7  | Kimi Räikkönen     | Alfa Romeo Racing-Ferrari | 51   | +9"576           | 14      | 1     |
| 11  | 99 | Antonio Giovinazzi | Alfa Romeo Racing-Ferrari | 51   | +10"254          | 20      |       |
| 12  | 77 | Valtteri Bottas    | Mercedes                  | 51   | +11"264          | 10      |       |
| 13  | 47 | Mick Schumacher    | Haas-Ferrari              | 51   | +14"241          | 17      |       |
| 14  | 9  | Nikita Mazepin     | Haas-Ferrari              | 51   | +14"315          | 18      |       |
| 15  | 44 | Lewis Hamilton     | Mercedes                  | 51   | +17"668          | 2       |       |
| 16  | 6  | Nicholas Latifi    | Williams-Mercedes         | 51   | +42"379          | 16      |       |
| 17  | 63 | George Russell     | Williams-Mercedes         | 48   | Cambio           | 15      |       |
| 18  | 33 | Max Verstappen     | Red Bull Racing-Honda     | 45   | Incidente        | 3       |       |
| Rit | 18 | Lance Stroll       | Aston Martin-Mercedes     | 29   | Incidente        | 19      |       |
| Rit | 31 | Esteban Ocon       | Alpine-Renault            | 3    | Turbocompressore | 12      |       |

## Classifiche mondiali

### Piloti
| Pos | Pilota             | Punti |
| --- | ------------------ | ----- |
| 1   | Max Verstappen     | 105   |
| 2   | Lewis Hamilton     | 101   |
| 3   | Sergio Pérez       | 69    |
| 4   | Lando Norris       | 66    |
| 5   | Charles Leclerc    | 52    |
| 6   | Valtteri Bottas    | 47    |
| 7   | Carlos Sainz Jr.   | 42    |
| 8   | Pierre Gasly       | 31    |
| 9   | Sebastian Vettel   | 28    |
| 10  | Daniel Ricciardo   | 26    |
| 11  | Fernando Alonso    | 13    |
| 12  | Esteban Ocon       | 12    |
| 13  | Lance Stroll       | 9     |
| 14  | Yuki Tsunoda       | 8     |
| 15  | Kimi Räikkönen     | 1     |
| 16  | Antonio Giovinazzi | 1     |

### Costruttori
| Pos | Costruttore               | Punti |
| --- | ------------------------- | ----- |
| 1   | Red Bull Racing-Honda     | 174   |
| 2   | Mercedes                  | 148   |
| 3   | Ferrari                   | 94    |
| 4   | McLaren-Mercedes          | 92    |
| 5   | AlphaTauri-Honda          | 39    |
| 6   | Aston Martin-Mercedes     | 37    |
| 7   | Alpine-Renault            | 25    |
| 8   | Alfa Romeo Racing-Ferrari | 2     |